# هاري مارتن
هاري مارتن هو دراج كندي، ولد في 1889 في فيينا في النمسا، وتوفي في يوليو 1922.

## وصلات خارجية
- هاري مارتن على موقع أوليمبيديا (الإنجليزية)